# Renato Sali
Renato Sali (Ticengo, 11 giugno 1949) è un ex calciatore italiano, di ruolo difensore.

## Biografia
Oltre all'aspetto sportivo, salì alla ribalta nell'ambiente calcistico italiano anche per la ricercata somiglianza con il più famoso Paul Breitner – guadagnandosi per questo motivo il soprannome di Breitner della Bassa –, nonché per l'impegno politico a sinistra.

## Caratteristiche tecniche
Era un terzino sinistro arcigno, di grande temperamento, dotato di discreta tecnica individuale e buona facilità di corsa. Poteva giocare anche da stopper.

## Carriera

### Club

Sali al Bologna nel 1980

Cresciuto nella giovanili dell'Atalanta, senza riuscire ad approdare in prima squadra, nel 1970 viene ceduto alla Reggina con cui disputa da titolare quattro campionati di Serie B, fino alla retrocessione della stagione 1973-1974.
Rimane fra i cadetti trasferendosi al Foggia, appena sceso dalla Serie A. Anche in Puglia Sali resta per quattro anni, conquistando la promozione in massima serie nel campionato 1975-1976, e disputando poi due annate in Serie A fino alla retrocessione nel torneo 1977-1978.
Passa quindi al Bologna dove è per tre stagioni titolare in massima serie. In Emilia viene altresì ricordato per essere stato uno dei soli due calciatori rossoblù, assieme ad Angelo Castronaro, ad aver rifiutato di prender parte alla combine in occasione di una sfida contro l'Avellino.
Nel 1981 viene ceduto, nella sessione autunnale di calciomercato, al Brescia. Con le rondinelle disputa due stagioni, la prima in Serie B e la seconda in Serie C1. In carriera ha totalizzato complessivamente 136 presenze in Serie A, e 208 presenze e 3 reti in Serie B.

### Nazionale
Nel 1972 ha messo a referto due presenze in nazionale B.